# Тагайчинов, Михаил Иванович
Михаи́л Ива́нович Тагайчи́нов — участник Отечественной войны 1812 года и заграничных походов русской армии 1813—1814 гг., помощник начальника Тульского оружейного завода (1834—1841), управляющий Астраханской палатой государственных имуществ и главный попечитель калмыцкого народа (1848—1858), кавалер ордена Святого Георгия 4-й степени, генерал-лейтенант.

## Биография
М.И. Тагайчинов родился в 1790 году в семье обер-офицера Ивана Тагайчинова в Орловской губернии. Окончил 1-й кадетский корпус в 1807 году и был направлен в 16-ю артиллерийскую бригаду. В 1809 году переведён в 5-ю артиллерийскую бригаду, спустя два года переименованую в 14-ю артиллерийскую бригаду. В составе 14-й артиллерийской бригады М. И. Тагайчинов принял участие во многих знаковых эпизодах Отечественной войны 1812 года.

«Во вторую войну с французами, в кампаниях — Первую: 1812 года с июля 18 числа в Российских пределах, противу французских войск, при м. Клястицах, 30-го при реке Свольне. — Вторую: того же года октября 6, 7 и 9 числа при городе Полоцке, где 7 октября за отличие в сражении оном Всемилостливейше награждён чином штабс-капитана; того же месяца 19 числа и 2 ноября при м. Чашниках и мызе Смолянах, где и ранен в правую щеку; 16 ноября при реке Березине».
— Государственный архив Тульской области (ГАТО). Фонд № 187 «Тульский оружейный завод. 1712—1917 гг.», опись дел постоянного хранения № 1 за 1712—1913 гг., дело № 9648 «Формулярный список о службе и достоинстве помощника командира Тульского оружейного завода по хозяйственной части, артиллерии полковника Тагайчинова. Генваря 1 дня 1841 года».
Упомянутое в формулярном списке награждение чином штабс-капитана стало удивительным событием в военной биографии М. Тагайчинова. Получив чин поручика 5 октября 1812 года, Михаил Тагайчинов проходит в нём всего два дня, поскольку уже 7 ноября 1812 года будет пожалован чином штабс-капитана за отличие в сражении при городе Полоцке.
Также в составе 14-й артиллерийской бригады М. И. Тагайчинов участвовал в заграничных походах русской армии 1813—1814 гг.: в сражениях при Лейпциге, Бар-сюр-Обе, Труа, Арсте и взятии Парижа, а также далее в действительных сражениях во время похода русских войск во Францию в течение 1815 года.
Дальнейшая служба М. И. Тагайчинова после завершения войны и походов характеризуется в его послужном списке следующим образом:

«16 августа 1817 года переведён в конную артиллерийскую № 24 роту, которая 20 марта 1818 года была переименована во 2-ю конную артиллерийскую роту. 7 ноября 1818 года назначен командиром конной артиллерийской № 14-го роты. 4 сентября 1820 года назначен бригадным командиром конноартиллерийских рот № 13-го и № 14-го. 21 декабря 1829 года обе роты переименованы в конную артиллерийскую № 16 роту».
— Государственный архив Тульской области (ГАТО). Фонд № 187 «Тульский оружейный завод. 1712—1917 гг.», опись дел постоянного хранения № 1 за 1712—1913 гг., дело № 9648 «Формулярный список о службе и достоинстве помощника командира Тульского оружейного завода по хозяйственной части, артиллерии полковника Тагайчинова. Генваря 1 дня 1841 года».
Указанные в формулярном списке конно-артиллерийские роты № 13-го и № 14-го составляли артиллерийскую бригаду, командиром которой М. И. Тагайчинов был назначен 4 сентября 1820 года. Эта артиллерийская бригада входила в состав 2-й Уланской дивизии. Чуть позже, 24 ноября 1822 года, объявлено Высочайшее благоволение по представлению Главного над военными поселениями начальника генерала от артиллерии графа А.А. Аракчеева «за порядок и устройство, начальником штаба военных поселений во вверенных ему частях найденныя». 
В 1831 году М. И. Тагайчинов участвовал в подавлении польского мятежа, в частности, во взятии приступом Варшавы. 
В 1834 году назначен помощником командира Тульского оружейного завода по хозяйственной части и начальником 1-го отделения. Ему как второму человеку после командира завода пришлось устранять последствия страшного пожара, произошедшего летом того же года и уничтожившего завод практически полностью. И при этом продолжать изготовление оружия для армии. Даже опустошительный пожар не мог служить основанием для прекращения производства оружия. Почти год, после тяжёлого заболевания в январе 1840 года командира завода А. И. Сиверса и его смерти, последовавшей 15 февраля, руководил предприятием до назначения на эту должность полковника Н. И. Лазаревича в октябре того же года. 
В 1841 году М. И. Тагайчинов был переведён в артиллерийский департамент Военного министерства, в котором состоял до 1844 года. 
Высочайшим приказом от 5 марта 1844 года  М. И. Тагайчинов уволен с военной службы по домашним обстоятельствам с награждением очередным чином генерал-майора с мундиром и полной пенсией. 
В том же году был вновь «определён в службу» и к 1 ноября 1844 года причислен к Министерству государственных имуществ. Через год он состоял исправляющим должность вице-инспектора в корпусе лесничих Министерства государственных имуществ.
В 1848 году М. И. Тагайчинов был назначен управляющим Астраханской палатой государственных имуществ и в Калмыцком управлении палаты — главным попечителем калмыцкого народа и Председателем совета. На этой должности пробыл 10 лет. Высочайшим приказом от 30 августа 1858 года М. И. Тагайчинов отправлен в отставку с награждением очередным чином генерал-лейтенанта, мундиром и пенсией. Дата и место смерти М.И. Тагайчинова неизвестны.

## Память
Имя поручика 14-й артиллерийской бригады М. И. Тагайчинова начертано на мраморной плите в храме Христа Спасителя как участника Отечественной войны 1812, раненого в боях и награждённого орденом Святого Георгия. А сама мраморная плита с его именем располагается на стене № 24 храма.

## Семья
М. И. Тагайчинов был женат первым браком, в котором родилось пятеро детей — дочь и четыре сына. 3 (15) февраля 1839 года его супруга Анна Карловна скончалась от чахотки в возрасте 34 лет и была похоронена на Всехсвятском кладбище города Тулы. 

У Михаила Тагайчинова был родной брат Александр Иванович Тагайчинов — участник Отечественной войны 1812 года и заграничных походов русской армии 1813—1814 гг., адъютант начальника Тульского оружейного завода генерал-майора Е. Е. Штадена  и чуть позднее при нём же (уже при инспекторе оружейных заводов генерал-лейтенанте Е. Е. Штадене) состоял офицером для особых поручений в управлении инспектора оружейных заводов артиллерийского департамента Военного министерства, кавалер ордена Святого Георгия 4-й степени, награждён золотой саблей с надписью «За храбрость». Упоминание о брате Михаила Тагайчинова есть в книге бывшего помощника начальника Тульского оружейного завода с 1829 по 1833 гг., впоследствии ставшего Симбирским и Витебским губернатором, И. С. Жиркевича «Записки Ивана Степановича Жиркевича. 1789—1848»:

«На мое место был назначен полковник Михаил Тагайчинов, совоспитанник мой по корпусу, служивший в конной артиллерии, который принял мою должность в январе месяце. Узнав от брата своего о моем критическом положении, он обратился к капиталистам из оружейников братьям Лялиным, Короткову и к одному из старых подрядчиков, убедил их сделать для меня складчину».

## Неправильные варианты фамилии Тагайчинова
В различных статистических изданиях того времени, например «Списках кавалерам императорских российских орденов всех наименований» или «Адрес-календарях и Общих штатах Российской Империи», современники М. И. Тагайчинова нередко ошибались в написании его фамилии, а именно  — Тайгачинов, Тагайчиков, Тагачинов, Тагайзинов.

## Производство в чинах
В службу вступил подпоручиком 15 ноября 1807 года.
- Поручик, 5 октября 1812 г.
- Штабс-капитан, 7 октября 1812 г.
- Капитан, 10 декабря 1816 г.[23]
- Подполковник, 19 апреля 1820 г.[24]
- Полковник, 10 октября 1831 г.
- Генерал-майор, 1844 г.[25]
- Генерал-лейтенант, 1858 г.[16]

## Награды
За годы службы М. И. Тагайчинов был удостоен следующих наград:
- Орден Святой Анны 4-й ст., 6 августа 1812 г. — за отличие в сражении на реке Свольне.
- Чином штабс-капитана, 7 октября 1812 г. — за отличие в сражении при Полоцке.
- Орден Святого Владимира 4-й ст. с бантом, 2 ноября 1812 г. — за отличие в сражении при местечке Чашники и Смолянах.
- Золотая шпага с надписью «За храбрость», 7 октября 1813 г. — за отличие в сражении при Лейпциге.
- Орден Святого Георгия 4-й ст., 15 февраля 1814 г. — за отличие в сражении при Бар-сюр-Обе.
- Орден Святой Анны 2-й ст., 4 марта 1814 г. — за отличие в сражении при Арсте.
- Алмазный знак к ордену Святой Анны 2-й ст., 7 августа 1820 г. — при осмотре Его императорским величеством 2-й уланской дивизии при г. Чугуеве за отличие по службе при командовании конно-артиллерийской бригадой и ротой № 14.
- Высочайшее благоволение, 1822 г.
- Чином полковника, 10 октября 1831 г. — за отличие в сражении при штурме Варшавы.
- Две тысячи десятин земли в вечное и потомственное владение, 21 марта 1838 г. — в воздаяние отлично-усердной и ревностной службы.
- Орден Святого Владимира 3-й ст., 1850 г. — в воздаяние отлично-усердной и ревностной службы.
- Орден Святого Станислава 1-й ст., 1852 г.
- Медаль «В память Отечественной войны 1812 года»[27]
- Медаль «За взятие Парижа», 1814 г.
- Медаль «За взятие приступом Варшавы».
- Польский знак отличия за военное достоинство 3-й степени, 21 июля 1832 г.
- Прусский орден «За заслуги».